# سيسيل وليامسون
سيسيل وليامسون (بالإنجليزية: Cecil Williamson)‏ ـ (18 سبتمبر 1909 ـ 9 ديسمبر 1999) هو ساحر إنجليزي شهير، كان من أتباع الوثنية الجديدة.
بدأت علاقة وليامسون بالسحر عندما دافع في طفولته عن امرأة تعرضت للإهانة والضرب بتهمة ممارسة السحر، مما أكسبه صداقتها، ثم زادت معرفته بالسحر عندما سافر إلى فرنسا بصحبة جدته وصديقة لها تدعى مونا ماكينزي، التي كانت وسيطة روحانية، فعلمته ماكينزي الكهانة، ثم تعمقت معرفته بالسحر عندما عاش في شبابه في روديسيا الجنوبية (زيمبابوي)، حيث تعلم السحر الإفريقي على يد خادمه الذي كان يدعى زاندوندا.
عمل وليامسون مساعد إنتاج في عدة استديوهات سينمائية، ولم يتوقف أثناء ذلك عن البحث في التنجيم، وفي سنة 1933 تزوج وليامسون من خبيرة المكياج غوين ويلكوكس، ابنة شقيق المخرج السينمائي هربرت ويلكوكس.
أسس وليامسون كلًا من مركز أبحاث السحر (بالإنجليزية: Witchcraft Research Centre)‏، الذي استفاد به سلك الاستخبارات السرية البريطاني في حربه ضد ألمانيا النازية، ومتحف السحر. كان من أصدقائه جيرالد غادنر، مؤسس الويكا، والمنجم والساحر الشهير آليستر كراولي.